# Раєн Сміт
Раєн Сміт (англ. Ryan Smyth; нар. 21 лютого 1976, м. Банфф, Канада) — канадський хокеїст, лівий нападник.

## Кар'єра
Виступав за «Мус-Джо Ворріорс» (ЗХЛ) «Кейп-Бретон Ойлерс» (АХЛ), «Едмонтон Ойлерс», «Нью-Йорк Айлендерс», «Колорадо Аваланш», «Лос-Анджелес Кінгс», «Едмонтон Ойлерс».
В чемпіонатах НХЛ — 1270 матчів (386+456), у турнірах Кубка Стенлі — 93 матчі (28+31).
У складі національної збірної Канади учасник зимових Олімпійських ігор 2002 і 2006 (12 матчів, 0+2), учасник чемпіонатів світу 1999, 2000, 2001, 2002, 2003, 2004, 2005 і 2010 (64 матчі, 18+16), учасник Кубка світу 2004 (6 матчів, 3+1). У складі молодіжної збірної Канади учасник чемпіонату світу 1995.

## Досягнення
- Олімпійський чемпіон (2002)
- Чемпіон світу (2003, 2004), срібний призер (2005)
- Переможець Кубка світу (2004)
- Учасник матчу всіх зірок НХЛ (2007)
- Переможець молодіжного чемпіонату світу (1995).